# Кактуар
Кактуа́ры (яп. カクター какута:) — вымышленные растениеподобные существа из игровой франшизы Final Fantasy от компании Square (в настоящее время после объединения с Enix известной как Square Enix). Обычно представители этого вида изображаются как антропоморфные кактусы в бегущих позах со стилизованными под ханива лицами. Дебютировав в японской ролевой игре Final Fantasy VI в 1994 году в качестве противников, кактуары продолжили появляться в следующих проектах игровой серии. Впоследствии эти существа приобрели большую популярность среди фанатов Final Fantasy, наряду с муглами и чокобо. Хотя кактуары по большей части враждебны к героям серии, отдельные существа стали персонажами-призывами или дружелюбными неигровыми персонажами.

## Создание и описание
Кактуаров придумал художник, геймдизайнер и руководитель разработки некоторых проектов серии Final Fantasy Тэцуя Номура; при создании образа этих существ он взял за основу наброски из блокнота, сделанные им в старших классах. Лица кактуаров стилизованы под терракотовые глиняные фигуры ханива, использовавшиеся во время погребения и других ритуалов в период Кофун.
Александр О. Смит, работавший над английской локализацией проектов Square и Square Enix, в частности Vagrant Story и Final Fantasy XII, корректировал перевод японских переводчиков для игр серии Final Fantasy в 1990-х годах; одной из явных ошибок было оригинальное внутриигровое описание кактуаров — в переводе с японского на английский оно означало: «Оно кончает иглами!» (англ. It ejaculates needles!).
Создатели Final Fantasy XV намеревались создать более реалистичную, чем предыдущие части, игру, поэтому они переработали дизайны комичных и милых персонажей серии, в числе которых были кактуары — художники стремились подчеркнуть их дикую сущность.
Как правило, у согнутых рук и ног кактуаров отсутствуют кисти и ступни, на лицах имеются три имитирующие глаза и рот чёрные точки, а из макушки прорастают три жёлтые иглы. Кактуары принимают позу, напоминающую символ 卍 — «мандзи», который в Японии означает счастье и благополучие. В современных играх серии эти существа также передвигаются на одной ноге, в то время как остальные конечности остаются согнутыми под углом 90°. Благодаря своим размерам и скорости кактуары избегают попадания большинства атак, а их фирменный приём «1000 игл» снижает очки здоровья противника ровно на 1000 единиц, вне зависимости от уровня его защиты; в некоторых играх они используют её продвинутую форму — «10 000 игл». В серии Final Fantasy встречаются различные разновидности кактуаров, такие как гигантуары, отличающиеся большими размерами. В Final Fantasy XV отмечалось, что если сфотографировать кактуаров сзади, то можно запечатлеть их внушительные формы ниже спины.
В Final Fantasy XV появляются три разновидности этих существ — обычные кактуары, слактуары и гигантуары; в то время как представители первых двух видов редко попадаются на пути игрока и стараются избежать встречи, гигантуар фигурирует в побочной миссии. За победу над ними игроки получают большое количество очков опыта и ценные бонусные предметы.

## Появления
В Final Fantasy VI кактуары встречаются в пустыне к западу от города Маранда в мире Руин. Несмотря на небольшое количество очков здоровья — 4 единицы, — кактуары избегают попадания большинства атак, из-за чего игрок не в состоянии уничтожить их без специальных предметов. С момента своего первого появления они продолжили фигурировать в следующих проектах серии, в том числе в качестве персонажей-призывов и дружелюбных неигровых персонажей: например, герои World of Final Fantasy могут путешествовать на управляемом кактуаром-проводником поезде; в одной из сцен этот персонаж комично ускользает от главной героини игры Рейнн, попутно насмехаясь над ней.
Представители Square Enix выпустили мод для Final Fantasy XV: Windows Edition, который косметически изменяет внешний вид некоторых неигровых персонажей, в частности кактуаров; до релиза этой версии игры, состоявшегося 6 марта 2018 года, проектный менеджер Кэнъити Сида заявил о намерении разработчиков выпустить несколько вариантов мода с возможностью менять скины героев на других существ, таких как чокобо и муглы. Аналогичный мод для оружия, получивший название «Кактбар», доступен для загрузки вместе с модом на использование костюма кактуара.
Кактуары появились в различных играх-кроссоверах, таких как Mario Hoops 3-on-3, Mario Sports Mix, Dragon Quest X и Monster Hunter: World.

## Восприятие
Как и в случае с муглами и чокобо, с изображением кактуаров продавалось большое количество различных товаров, как под брендом Square Enix, так и в коллаборации с другими компаниями, например, с Universal Studios Japan и Sony Interactive Entertainment в рамках продвижения игры Everybody’s Golf 2017 года; среди таких товаров были кепки, куртки с капюшонами, брелоки, мягкие игрушки, рождественские торты и свадебные кондитерские изделия. В 2019 году кактуар, в качестве надувного талисмана Final Fantasy, украшал платформу сиднейского фестиваля Марди Гра. Эксклюзивный призыв кактуар стал частью специального издания Final Fantasy VII Remake. Также кактуары становились объектами фан-арта и косплея: например, в августе 2014 года житель Пекина сделал предложение своей девушке в костюме этого существа.
Кактуары были положительно оценены критиками, которые провозгласили их «визитными карточками» серии Final Fantasy. Джейсон Уилсон из VentureBeat назвал кактуаров своими любимыми монстрами из компьютерных игр, отметив: «Будучи довольно симпатичными, они могут быть опасными […] особенно, когда эти трусливые существа не убегают, а продолжают битву и используют свою разрушительную атаку „1000 игл“». В своей статье для Destructoid 2009 года Джим Стерлинг описал кактуара как «всеми любимого долгоиграющего маскота» и похвалил его дизайн из Final Fantasy XIII, не претерпевший изменений по сравнению с предыдущими версиями. Майк Фэйи из Kotaku назвал кактуаров «одними из культовых существ Final Fantasy» и заявил, что они «настолько очаровательны, что хочется сидеть в Полях Амбера и в течение дня наблюдать за их падениями». GameFan упомянул кактуаров в числе самых популярных врагов за всю историю Final Fantasy; по мнению редакции, «атака „1000 игл“ может быть довольно болезненной, если у персонажей нет трёхзначных очков здоровья». В обзоре на World of Final Fantasy для Destructoid Даррен Накамура назвал выходки кактуара-проводника забавными и соответствующими репутации представителей его вида как «изворотливых придурков».
Моды для Final Fantasy XV: Windows Edition с участием кактуаров получили смешанные отзывы: в то время как Брайан Эшкрафт из Kotaku привёл их в качестве примера «восхитительно странных» модов игры, Зои Делаханти-Лайт из GamesRadar они показались просто странными; Джо Доннелли из PC Gamer назвал костюм кактуара милым, а Алекс Авард из GamesRadar — немного жутким.